# Wizyty zagraniczne premier Ewy Kopacz

## Spotkania z szefami państw, rządów i instytucji międzynarodowych za granicą
Premier Ewa Kopacz złożyła 27 oficjalnych wizyt w 10 państwach, w tym:
| Liczba wizyt | Flaga i pełna nazwa państwa                                                                                 |
| ------------ | --- |
| 10           | Królestwo Belgii (w tym 8 razy na posiedzeniu Rady Europejskiej)                                            |
| 3            | Republika Francuska, Republika Czeska                                                                       |
| 2            | Republika Włoska, Republika Słowacka, Ukraina                                                               |
| 1            | Republika Federalna Niemiec, Republika Kosowa, Republika Łotewska, Państwo Watykańskie, Królestwo Hiszpanii |

## Wizyty zagraniczne
| Lp. | Data wizyty             | Państwo                | Szczegóły | Inne informacje |
| --- | ----------------------- | ---------------------- | --- | --- |
| 1   | 6 października 2014     | Belgia                 | Premier Kopacz spotkała się z przewodniczącym Parlamentu Europejskiego Martinem Schulzem i przewodniczącym Rady Europejskiej Hermanem Van Rompuyem. Rozmowy dotyczyły m.in. polityki energetycznej i klimatycznej oraz sytuacji na Ukrainie. | |
| 2   | 9 października 2014     | Niemcy                 | Oficjalna wizyta w Berlinie. Spotkanie z kanclerz Niemiec Angelą Merkel. Rozmowy dotyczyły polityki klimatycznej, sytuacji na Ukrainie oraz współpracy. | |
| 3   | 9 października 2014     | Francja                | Oficjalna wizyta w Paryżu rozmowa z prezydentem Francji François Hollande’em. Rozmowy dotyczyły polityki klimatycznej, sytuacji na Ukrainie oraz współpracy. | |
| 4   | 16–17 października 2014 | Włochy                 | Premier wzięła udział w szczycie ASEM w Mediolanie. Tematem szczytu Europa – Azja były kwestie klimatyczne, gospodarcze. Spotkała się m.in. z Przewodniczącym Komisji Europejskiej Jose M. Barroso, premierami: Holandii Markiem Rutte, Wielkiej Brytanii Davidem Cameronem, Hiszpanii Mariano Rajoyem i prezydentem Ukrainy Petro Poroszenko                                                                     | |
| 5   | 23–24 października 2014 | Belgia Unia Europejska | Posiedzenie Komisji Europejskiej poświęcone pakietu klimatycznego, bezpieczeństwa energetycznego oraz walki z wirusem ebola. Omówiono także bieżącą sytuację gospodarczą w Unii Europejskiej | Pani premier towarzyszył wicepremier, minister gospodarki Janusz Piechociński oraz wiceminister spraw zagranicznych Rafał Trzaskowski                                                                             |
| 6   | 2 grudnia 2014          | Czechy                 | Spotkanie w Pradze z premierem Czech Bohuslavem Sobotką. Rozmowa dotyczyła bezpieczeństwa energetycznego, sytuacji na Ukrainie oraz grudniowego szczytu Unii Europejskiej | |
| 7   | 9 grudnia 2014          | Słowacja               | Spotkanie w Bratysławie szefów rządów państw Grupy Wyszehradzkiej i prezydenta Szwajcarii Didiera Burkhaltera. Tematem rozmów było bezpieczeństwa energetyczne, kryzys na Ukrainie oraz współpraca gospodarcza | |
| 8   | 18–19 grudnia 2014      | Belgia Unia Europejska | Posiedzenie Komisji Europejskiej poświęcone planowi inwestycyjnemu dla Europy oraz omówiono bieżącą sytuację na Ukrainie | |
| 9   | 11 stycznia 2015        | Francja                | Premier Kopacz wzięła udział w marszu solidarności w związku z atakami terrorystycznymi we Francji | |
| 10  | 19 stycznia 2015        | Ukraina                | Premier Kopacz spotkała się w Kijowie z prezydentem Petro Poroszenką i premierem Ukrainy Arsenijem Jaceniukiem. Tematem rozmów była szeroka współpraca między dwoma państwami. | Premier Kopacz towarzyszyli ministrowie: m.in. finansów Mateusz Szczurek, kultury i dziedzictwa narodowego Małgorzata Omilanowska, edukacji narodowej Joanna Kluzik-Rostkowska                                    |
| 11  | 30 stycznia 2015        | Francja                | Spotkanie z prezydentem Francji François Hollande’em w ramach polsko-francuskich konsultacji międzyrządowych. Tematem rozmów była bieżąca sytuacja na Ukrainie, związane z tym sankcje wobec Rosji oraz polityka bezpieczeństwa i współpracy obronnej | |
| 12  | 12 lutego 2015          | Belgia Unia Europejska | Posiedzenie Rady Europejskiej poświęcone sytuacji na Ukrainie. Premier Kopacz spotkała się z Przewodniczącym Komisji Europejskiej Jean-Claude’em Junckerem | |
| 13  | 20 marca 2015           | Belgia Unia Europejska | Posiedzenie Rady Europejskiej w Brukseli poświęcone sytuacji na Ukrainie. Premier Kopacz spotkała się z Przewodniczącym Komisji Europejskiej Jean-Claude’em Junckerem oraz premierami Włoch i Ukrainy. | |
| 14  | 3 kwietnia 2015         | Kosowo                 | Szefowa rządu odwiedziła w Kosowie polskich policjantów służących na misji Unii Europejskiej. Spotkała się także z żołnierzami służącymi na misji NATO. Wzięła m.in. udział w spotkaniach świątecznych w polskich bazach. Premier Ewa Kopacz rozmawiała także z dowódcą KFOR, generałem Francesco Paolo Figliuolo oraz zastępcą szefa misji EULEX Kosowo, Joëlle Vachter.                                         | W delegacji wzięli udział ministrowie: obrony narodowej – Tomasz Siemoniak oraz spraw wewnętrznych – Teresa Piotrowska.                                                                                           |
| 15  | 18–19 kwietnia 2015     | Włochy                 | Premier Ewa Kopacz wzięła udział w obchodach 70. rocznicy wyzwolenia Bolonii oraz innych miast regionu Emilia-Romania. Udział w mszy oraz oficjalnych uroczystościach na Cmentarzu Wojennym w Bolonii – San Lazzaro di Savena. Odsłonięcie upamiętniającej pobyt Jana Pawła II na Polskim Cmentarzu Wojennym w Bolonii. Udział w uroczystości przy tablicy upamiętniającej wejście 2. Korpusu Polskiego do Imoli. | Szefowej rządu towarzyszy wicepremier, minister obrony narodowej Tomasz Siemoniak. |
| 16  | 20 kwietnia 2015        | Czechy                 | W Pradze odbyły się polsko-czeskie konsultacje międzyrządowe pod przewodnictwem premier Polski Ewy Kopacz oraz premiera Czech Bohuslava Sobotki | Premier Ewie Kopacz towarzyszyli ministrowie: obrony, spraw wewnętrznych, infrastruktury i rozwoju, środowiska, rolnictwa oraz gospodarki.                                                                        |
| 17  | 23 kwietnia 2015        | Belgia Unia Europejska | Premier Ewa Kopacz wzięła udział w nadzwyczajnym posiedzeniu Rady Europejskiej. Szczyt w Brukseli był poświęcony działaniom UE wobec nielegalnej imigracji. | |
| 18  | 21–22 maja 2015         | Łotwa                  | Wizyta w Rydze. Uczestnictwo w szczycie Partnerstwa Wschodniego. Spotkania z przewodniczącym Rady Europejskiej – Donaldem Tuskiem oraz przewodniczącym Komisji Europejskiej – Jean-Claude Junckerem. | Premierowi towarzyszył minister spraw zagranicznych Grzegorz Schetyna |
| 19  | 10–11 czerwca 2015      | Belgia Unia Europejska | Udział premier Ewy Kopacz w szczycie Unia Europejska – Wspólnota Państw Ameryki Łacińskiej i Karaibów. Spotkanie z premierami Grupy Wyszehradzkiej. Rozmowy z kanclerz Niemiec Angelą Merkel, premierem Hiszpanii Mariano Rajoyem oraz premierem Litwy Algirdasem Butkevičiusem | |
| 20  | 12 czerwca 2015         | Watykan                | W Watykanie premier spotkała się z papieżem Franciszkiem, z którym rozmawiała o ŚDM w 2016 roku w Krakowie oraz konflikcie na Ukrainie. Szefowa polskiego rządu odbyła także rozmowę z sekretarzem stanu Stolicy Apostolskiej z kard. Pietro Parolinem oraz szefem dyplomacji arcybiskupem Paulem Richardem Gallagherem.                                                                                          | |
| 21  | 19 czerwca 2015         | Słowacja               | Spotkanie w Bratysławie szefów rządów państw Grupy Wyszehradzkiej i prezydenta Francji François Hollande’a. Tematem rozmów było bezpieczeństwa energetyczne, kryzys na Ukrainie, polityka klimatyczna oraz współpraca gospodarcza | Premier Ewie Kopacz towarzyszył wiceminister spraw zagranicznych Rafał Trzaskowski. |
| 22  | 26 czerwca 2015         | Belgia Unia Europejska | Udział premier Ewy Kopacz w posiedzeniu Rady Europejskiej w Brukseli dotyczącym problemu migracji i propozycji Komisji Europejskiej w zakresie redystrybucji uchodźców w państwach członkowskich UE. | Premier Ewie Kopacz towarzyszył wiceminister spraw zagranicznych Rafał Trzaskowski. |
| 23  | 16 lipca 2015           | Hiszpania              | Oficjalna wizyta w Madrycie. Inauguracja 11. polsko-hiszpańskich konsultacji międzyrządowych. Spotkanie szefowej rządu z premierem Mariano Rajoyem dotyczące m.in. sytuacji w Grecji, migracji, bezpieczeństwa i przygotowań do szczytu NATO w Warszawie. | Premier Ewie Kopacz podczas wizyty w Madrycie towarzyszyli ministrowie: sprawiedliwości Borys Budka, finansów Mateusz Szczurek, spraw zagranicznych Grzegorz Schetyna oraz infrastruktury i rozwoju Maria Wasiak. |
| 24  | 4 września 2015         | Czechy                 | Polska premier spotkała się w Pradze z szefami rządów państw Grupy Wyszehradzkiej. Spotkanie dotyczyło kryzysu migracyjnego w Europie. | |
| 25  | 17 września 2015        | Ukraina                | Szefowa rządu złożyła wizytę na cmentarzu w Bykowni w 76. rocznicę napaści ZSRR na Polskę. | |
| 26  | 23 września 2015        | Belgia Unia Europejska | Udział Premier Ewy Kopacz w nadzwyczajnym posiedzeniu Rady Europejskiej w Brukseli w sprawie kryzysu migracyjnego w Europie. | |
| 27  | 15 października 2015    | Belgia Unia Europejska | Premier Ewa Kopacz wzięła udział w uroczystości podpisania umowy w sprawie pomocy finansowej UE dla budowy gazowego połączenia Polska-Litwa oraz w szczycie Rady Europejskiej, poświęconym kryzysowi migracyjnemu. Uroczystość odbyła się w Brukseli. | |